# 香港地下天文台
香港地下天文台是香港天文台前學術主任方志剛在1995年6月建立的網站。其主要列出各種跟氣候有關的數據。除此之外，它還設有討論平台予公眾探討天氣，並收錄其他氣象網站的超連結。2011年，網站成立了官方Facebook專頁。
香港地下天文台的網主方志剛曾任職天文台學術主任，但由於該天文台並沒有花很多資源於研究上，所以他在那工作1年多或3年後決定離開。1995年6月，他建立了香港地下天文台網站，當中的各種程式由他自行編寫，並自行在家設立自己的氣象站——當中所得數據會輸入到電腦，再在配合分析的情況下上載到該網站。2000年時，香港地下天文台已列出了源於香港天文台傳送給世界氣象組織的氣候數據，並从中抽取香港天文台不在网頁向公眾發佈的資訊，然後對外公佈。

## 歷史
香港地下天文台的網主方志剛曾修讀香港中文大學計算機科學系課程，畢業後（1992年）於香港城市大學應用物理系任職研究助理。次年他開始以電子郵件的方式向人報導惡劣天氣。之後再任職香港天文台學術主任。但由於該天文台並沒有花很多資源於研究上，所以他在那工作1年多或3年後決定離開。
1995年6月，他建立了香港地下天文台網站，當中的各種程式由他自行編寫，並自行在家設立自己的氣象站——當中所得數據會輸入到電腦，再在配合分析的情況下上載到該網站，並與其他愛好氣象的人一起營運。而他把網站取名為「地下」的原因是該網站具「非官方」性質。
該網站在2000年時已有列出源於香港天文台發送給世界氣象組織的氣候數據，並最遲在該年獲得資助，用於網頁寄存服務方面的開支。同年總瀏覽量已有600萬以上。2003年，有關數字再度突破3,200萬，網站的更新亦已改由系統自動完成。2008年，《e-zone》指出香港地下天文台会在香港受颱風吹襲期間成为人們的常用搜尋字眼，此一現象在2014年時仍然维持。
2011年，網站成立了官方Facebook專頁。到了2015年時，內容更新已只由方志剛負責，以前其他有參與營運的氣象愛好者則忙於生活。同年他亦有重新設計網站的計劃，但亦因忙於生活而沒有時間實現。2年後它的Facebook專頁讚好數字超過了13萬。

## 內容
2000年時，香港地下天文台列出了源於香港天文台傳送給世界氣象組織的氣候數據，並从中抽取香港天文台不在网頁向公眾發佈的資訊，然後對外公佈。除此之外，還設有討論平台予公眾探討天氣，並收錄其他氣象網站的超連結。方志剛在2003年表示該些資訊較適合擁有相關知識者閲讀。次年《香港經濟日報》的報導提道，該網站有的數據經過方志剛自行收集和分析。該網站設有中文和英文兩種顯示語言。
它最遲在2001年舉辦「熱帶氣旋預測比賽」予用家參與。之後的報導亦有提到它會舉辦「天氣預測比賽」。2005年《澳門日報》寫道网站包含的天氣指數有「酷熱指數、風寒指數、K指數，以及香港地面及高空天氣報告、東亞地區高空天氣圖、閃電位置圖、各國熱帶氣旋預報路徑圖等」。2014年時它已設有「專欄」項目，就气象議題向使用者解釋。

## 迴響
香港地下天文台在2001年時已成為多間香港傳媒的報導對象。2000年《明報》的報導把香港地下天文台的天氣報告形容為「詳盡」。負責有關報導的記者則讚揚網主方志剛願意無償付出。2001年《星島日報》亦讚同香港地下天文台「資訊豐富」。類似的評論後可見於《文匯報》。而《星島日報》記者關慧玲評論道由於香港地下天文台比天文台更不考慮社會政治，重視準確性，所以「頗有點揭竿起義的意味」。同年《東方日報》在介紹天氣網站時，讚賞它比天文台官方網站「方便」。2005年，《澳門日報》寫道「熱帶氣旋預測比賽」等比賽對天文愛好者有一定吸引力。2017年，《新假期》的Keith認為香港地下天文台的數據發佈速度比天文台快。
香港天文台有時會回應網民在該網站討論區的留言。而香港地下天文台把更多氣象數據在網站呈現的行為也驅使天文台在網頁上公佈更多資訊，並讓他們公佈一些較有信心的預測性資訊。而當初天文台不發佈更多資訊的原因在於預報員「一定有東西看漏」。2006年颱風派比安吹襲香港時，天文台以維多利亞港的風速未達標準為由，拒絕發出八號烈風或暴風信號。引來地下天文台以研究報告質疑。天文台最終在2007年修改信號系統的參考標準。2019年，天文台台長岑智明表示由於香港地下天文台是在轉述天文台的資料，所以準確性以天文台較佳。不過仍形容香港地下天文台的發言顧忌較少。

## 外部連結
- 香港地下天文台網站 （页面存档备份，存于）
- 香港地下天文台的Facebook專頁 （页面存档备份，存于） （繁體中文）
- 《氣象人語》的存檔（繁體中文）

## 延伸閲讀
- 2016年3月14日《南華早報》的〈Inside the Weather Underground, Meet Clarence Fong, Hong Kong Own's Independent Forecaster〉 （页面存档备份，存于）（英文）
- 2007年9月《中大校友》雜誌的〈赤子童心與玉壺冰心－地下天文台長方志剛〉（繁體中文）（页面存档备份，存于）
- 2003年8月8日《南華早報》的〈Going Down A Storm〉 （页面存档备份，存于）（英文）